# 堆疊 (macOS)
堆疊是一個蘋果公司在Mac OS X Leopard及更新版作業系統中提供的桌面功能。就像其名字，它可以把資料夾或檔案堆疊在Dock裡。在WWDC07的發表會裡，史提夫·賈伯斯說明了在Mac OS X v10.5裡會包含一個預設的下載的檔案夾，也就是所有的檔案下載的儲存位置。
當Mac OS X v10.5剛發佈的時候，堆疊有兩種模式："扇狀"或"格狀"。而第三個選項"列表"是在10.5.2發佈時所增加的。在10.5.2版本發佈以前，如果扇狀檔案過多，便會自動改為格狀模式。使用者也可以把扇狀改成格狀，但是無法將格狀改成扇狀。在10.5.2版本發佈之後，堆疊便會在扇狀的最上面放一個可以讓使用者打開其資料夾的按鈕。

## 外部連結
- CNET對Leopard的評論，也包含了關於堆疊的資訊（英文）